# デヴィ・ラル
デヴィ・ラル（本名はデヴィ・ダヤル、1914年9月25日 - 2001年4月6日）は、インドの政治家であり、1989年12月2日から1990年8月1日とインド副大統領の空席期間を挟んで1990年11月10日から1991年6月21日に第6代インド副首相を務めた。

## 出生
ラルは1914年9月25日にインドのハリヤナ州で出生。

## 政治家として
ラルは1989年12月2日から1990年8月1日とインド副大統領の空席期間を挟んで1990年11月10日から1991年6月21日に第6代インド副首相を務めた。

## 死去
ラルは2001年4月6日に86歳でニューデリーで死去した。